# 轮叶獐牙菜
轮叶獐牙菜（学名：Swertia verticillifolia）为龙胆科獐牙菜属下的一个种。

## 扩展阅读
- 維基物種上的相關：轮叶獐牙菜